# くそくらえ節
『くそくらえ節』（くそくらえぶし）は、フォークソング歌手岡林信康の歌である。

## 解説
高石友也が地元近江八幡の教会に来ると聞き、「高石友也って誰や?」という認識だったが、高石が立教大学出身で釜ヶ崎にいたと聞き、自分も同志社大学出身で山谷にいたという共通点から興味を持ち、高石友也が出る「反戦フォークの夕べ」の実行委員になり「高石友也きたる」とかのポスターを作った。当日その高石友也の歌を聴き、うまいとは思わなかったがまいったと思った。自分の思ったことを歌にして歌っていいんだと。それで自身も歌を作りたくなり、友達が買って弾かないギターを借りて、高石のアルバムを聴きながらコード進行などを勉強して、ちょっとずつ歌を作った。その中の1曲がこの「くそくらえ節」。
再び高石が来るということで、高石を呼んだ草津キリスト教会の牧師さんに、飛び入りで歌わしてくれと頼む中で、できた歌を聴かせたところ、どれもこれもつまらんと言われて、やけくそで歌ったのがこの「くそくらえ節」で、これがおもしろいと言われて歌うことになった。そしたら、高石よりも受けてしまい、その場にいた高石音楽事務所の秦政明より、「うちに入って歌わないか」と誘われ歌手になる。
デビュー前にいろんなステージに出て受けたことから、デビューさせる計画が持ち上がり、1968年に当初一番条件のよいビクターレコードと契約して、4月始め毎日放送のスタジオを借りて、「くそくらえ節」をA面に、「山谷ブルース」をB面で吹き込み、「山谷出身の歌手」ということで、5月15日から大々的に売り出す予定だった。ところが、レコード発売直前になって、レコード倫理規定委員会から「思想的偏向性（国家権力や政治家を徹底的に風刺した歌詞となっている）」があるということ、「くそくらえ節」と言うタイトルではまずいと言うことで「ほんじゃまあおじゃまします」とタイトルに改名されたものの、歌詞に問題あり（政治家を批判する内容が、近く行われる参議院選挙に影響が出る）と言うことで、その歌詞も見直し、見本盤までは作られたが、発売中止になった（規格番号はSV-1019）。
結局、B面に収録されていた「山谷ブルース」をA面にして（B面は「友よ」）、デビュー曲として発売。
秦は、当時の新聞記事で、「政治家個人を中傷したわけではないし、落語家でもこのくらいのことを言っている。行き過ぎで、このままでは何も言えなくなる。どうしてもダメなら自主販売も考えている」ということで、翌年立ち上げたURCから、ライブ録音された物がシングル盤として発売（B面は「がいこつの唄」）。
7インチレコードながら、A面が収録時間8分弱ということで33･1/3回転、B面は通常の45回転である。
1969年8月21日、「題名自体が下品なもの」である上に「歌詞の内容についても一方的な発言が多く、国家の誇りを傷つけ、個人、職業などをそそしるものとして」日本民間放送連盟による要注意歌謡曲指定（放送禁止）を受けた。同時期には、岡林の他の曲も要注意歌謡曲指定（放送禁止）を受けている。
なお、1969年に出版された本「フォークは未来をひらく」の中で、この「くそくらえ節」の詳細を岡林本人が解説している。

### エピソード
- フォークシンガー、タレントのなぎら健壱は「ほんじゃまあおじゃまします」のシングル盤を所有しており、なぎら自身の著書「日本フォーク私的大全」(筑摩書房、ちくま文庫)においてジャケット写真を掲載している。

## 収録曲
全作詞・作曲：岡林信康

### SIDE A
1. くそくらえ節  –  (7:43)

### SIDE B
1. がいこつの唄  –  (3:39)

## 収録アルバム
- 岡林信康URCシングル集+8（2009年）  –  発売中止となった「ほんじゃまあおじゃまします（曲の最初に、「ほんじゃまあおじゃまします」と言う）」版の「くそくらえ節」と、URCレコードから出た「くそくらえ節」「がいこつの唄」も収録。
- 岡林四十五景〜デビュー45周年記念ベスト盤（2013年）  –  「くそくらえ節」「がいこつの唄」収録。